# هوارد البطة (فلم)
هوارد البطة (بالإنجليزية: Howard the Duck) هو فيلم خيال علمي كوميدي أمريكي من بطولة ليا تومبسن، جيفري جونز وتيم روبنز.الفيلم مبني على شخصية لمارفل كومكس تحمل نفس الاسم.عرض الفيلم في 1 أغسطس 1986 وفشل تجارياًً ونقدياً. ظهر أكثر من مرة في أفلام مارفل التالية في كون مارفيل السينمائي (mcu)

## روابط خارجية
مقالات تستعمل روابط فنية بلا صلة مع ويكي بيانات